# Zineddine Mekkaoui
Zineddine Mekkaoui (Algiers, 10 januari 1987) is een Algerijns voetballer die bij voorkeur als verdediger speelt. Hij verruilde in juli 2013 CS Constantine voor JS Kabylie.

## Clubs
- 2005-2009:  USM Alger
- 2009-2010:  NA Hussein Dey
- 2010-2011:  USM Annaba
- 2011-2013:  CS Constantine
- 2013-....:  JS Kabylie